# アレマFC
アレマFC（英: Arema Football Club）は、インドネシアの東ジャワ州のマランに本拠地を置くサッカークラブである。現在はリーガ1に所属している。
2006年にAFCチャンピオンズリーグ2006の出場権を獲得しグループFで東京ヴェルディ1969などと対戦予定であったが、書類申請の遅れにより失格。
2007年のAFCチャンピオンズリーグ2007には出場し、グループFで川崎フロンターレ、全南ドラゴンズ、バンコク・ユニバーシティFCと対戦。6試合で勝ち点4（1勝1分4敗）の3位で終え、グループリーグ敗退となった。
2010年、インドネシア・スーパーリーグで初優勝を遂げた。
2022年10月1日、ペルセバヤ・スラバヤとのスーパーイーストジャワダービー、ホームゲームにおいて敗戦後、サポーターがピッチに乱入し暴徒化。それを警察隊が鎮圧するためにFIFAガイドラインでは禁止されている催涙ガスを噴出するなどの混乱で出口に観客が殺到し死者125人を出す大事故（2022年カンジュルハン・スタジアムの悲劇）を起こした。

## 獲得タイトル
- ガラタマ
  - 1回: 1992-93
- リーガ・インドネシア・ファースト・ディヴィジョン
  - 1回: 2004
- ピアラ・インドネシア
  - 2回: 2005, 2006
- インドネシア・スーパーリーグ
  - 1回: 2009-10

## 現所属メンバー
注：選手の国籍表記はFIFAの定めた代表資格ルールに基づく。
| No. | Pos. |              | 選手名                       |
| --- | ---- | ------------ | ---------------------------- |
| 1   | GK   | インドネシア | ウタム・ルスディアナ         |
| 4   | DF   | インドネシア | シャイフル・インドラ・カヒヤ |
| 5   | DF   | インドネシア | バガス・アディ               |
| 6   | MF   | コロンビア   | フリアン・ゲバラ             |
| 7   | MF   | アルゼンチン | アリエル・ルセロ             |
| 8   | MF   | 日本         | 山口廉史                     |
| 11  | MF   | インドネシア | フェビ・エカ・プトラ         |
| 12  | MF   | インドネシア | ヘンドロ・シスワント         |
| 14  | MF   | インドネシア | アリフ・スヨノ               |
| 15  | DF   | ブラジル     | ファビアーノ・ベルトラメ     |
| 17  | DF   | ウルグアイ   | マティアス・マルビーノ       |
| 18  | FW   | インドネシア | スナルト                     |
| 19  | MF   | インドネシア | ハニフ・スジャフバンディ     |
| 21  | DF   | インドネシア | アジ・サカ                   |

| No. | Pos. |              | 選手名                   |
| --- | ---- | ------------ | ------------------------ |
| 23  | DF   | インドネシア | ギラン・ギナルサ         |
| 26  | DF   | インドネシア | タウフィック・ヒダヤット |
| 30  | MF   | インドネシア | ムハンマド・ラフリ       |
| 31  | GK   | インドネシア | アチュマド・クルニアワン |
| 32  | FW   | アルゼンチン | ホナタン・バウマン       |
| 33  | FW   | アルゼンチン | エリアス・アルデレーテ   |
| 41  | FW   | インドネシア | デンディ・サントソ       |
| 44  | MF   | インドネシア | イ・グデ・スカダナ       |
| 59  | DF   | インドネシア | ハシーム・キプワ         |
| 77  | MF   | インドネシア | ジュアン・レヴィ         |
| 87  | DF   | インドネシア | ヨハン・アルファリジ     |
| 89  | MF   | インドネシア | オキ・デリー             |
| 91  | FW   | ボリビア     | ヒルベルト・アルバレス   |
| 94  | MF   | インドネシア | フェリ・アマン・サラギ   |

## 歴代監督
|                                                         | \| 名前 \| 国籍 \| 年 \| \| ------------------------------------------------------- \| ---- \| -------------------- \| \| Halilintar Gunawan \| \| 1994-1995 \| \| スハルノ \| \| 1996-1997 \| \| Hamid Asnan \| \| 1998 \| \| ウィナルト \| \| 1998-1999 \| \| Daniel Roekito \| \| 2001-2002 \| \| Terry Weton \| \| 2003 \| \| Henk Wullems \| \| 2003 \| \| ベニー・ドッロ \| \| 2004-2006 \| \| ミロスラフ・ジャヌ \| \| 2006-2007, 2010–2011 \| \| バンバン・ヌルディアンシャー \| \| 2008 \| \| ロバート・アルバーツ \| \| 2009-2010 \| \| ヴォルフガンク・ピカール (ISL) ミロミル・セスリヤ (IPL) \| \| 2011-2012 2011-2012 \| \| スハルノ (ISL) デヤン・アントニッチ (IPL) \| \| 2012 2012-2013 \| |                      |
| 名前                                                    | 国籍 | 年                   |
| Halilintar Gunawan                                      | インドネシアの旗 | 1994-1995            |
| スハルノ                                                | インドネシアの旗 | 1996-1997            |
| Hamid Asnan                                             | インドネシアの旗 | 1998                 |
| ウィナルト                                              | インドネシアの旗 | 1998-1999            |
| Daniel Roekito                                          | インドネシアの旗 | 2001-2002            |
| Terry Weton                                             | オーストラリアの旗 | 2003                 |
| Henk Wullems                                            | オランダの旗 | 2003                 |
| ベニー・ドッロ                                          | インドネシアの旗 | 2004-2006            |
| ミロスラフ・ジャヌ                                      | チェコの旗 | 2006-2007, 2010–2011 |
| バンバン・ヌルディアンシャー                            | インドネシアの旗 | 2008                 |
| ロバート・アルバーツ                                    | オランダの旗 | 2009-2010            |
| ヴォルフガンク・ピカール (ISL) ミロミル・セスリヤ (IPL) | オーストリアの旗 · ボスニア・ヘルツェゴビナの旗 | 2011-2012 2011-2012  |
| スハルノ (ISL) デヤン・アントニッチ (IPL)               | インドネシアの旗 · セルビアの旗 | 2012 2012-2013       |

| 年        | 名前                     |
| --------- | ------------------------ |
| 2016      | ミロミル・シェシュリヤ   |
| 2019      | ミロミル・シェシュリヤ   |
| 2020      | マリオ・ゴメス           |
| 2020-2021 | カルロス・オリヴィエラ   |
| 2021-2022 | エドゥアルド・アルメイダ |
| 2022-2023 | ハビエル・ロカ           |
| 2023-     | フェルナンド・ヴァレンテ |

## 提携クラブ
- ブリスベン・ロアーFC[5]
- ロワイヤル・セルクル・スポルティフ・ヴィゼ
- プルセカム・メトロFC
- コンサドーレ札幌[6]

## 歴代所属選手
- ピエール・ヌジャンカ (2009-2011)
- エステバン・ギジェン (2009-2012)